# We Are Boats
Ne doit pas être confondu avec We Are Born.
Pour plus de détails, voir Fiche technique et Distribution.
We are boats est un film américain réalisé par James Bird, sorti en 2018.

## Fiche technique
Sauf indication contraire, les informations mentionnées dans cette section peuvent être confirmées par la base de données cinématographiques IMDb,  présente dans la section « Liens externes ».
- Titre original : We are boats
- Réalisation et scénario : James Bird
- Direction artistique : Ryan Brett Puckett
- Décors : Ellie del Campo
- Costumes : Tati Romero
- Photographie : Stefan Colson
- Montage :
- Musique : Anya Remizova
- Production : Zombot Pictures

Coproducteur :
Producteurs délégués :
- Sociétés de production :
- Sociétés de distribution : Breaking Glass Pictures
- Budget :
- Pays d'origine :  États-Unis
- Langue originale : anglais
- Format : couleur
- Genre : fantastique
- Durée : 108 minutes
- Dates de sortie[2] :
  -  France : 13 mai 2018 (AFI World Peace Initiative Film Festival)
  -  États-Unis : 26 mars 2019 (en vidéo)

## Distribution
- Luke Hemsworth : Lucas
- Angela Sarafyan : Francesca
- Uzo Aduba : Sir
- Amanda Plummer : Jimmie
- Graham Greene : Cliff
- Booboo Stewart : Taylor
- Jack Falahee : Michael Lamina
- Marianna Palka : Marko
- Gaia Weiss : Rachel